# 공포의 휴가길
《공포의 휴가길》(영어: The Hills Have Eyes)은 미국에서 제작된 웨스 크레이븐 감독의 1977년 공포 스릴러 영화이다. 수전 러니어 등이 출연하였고, 피터 로크 등이 제작에 참여하였다.
스코틀랜드 전설 속 인물인 소니 빈 이야기에 기초하였으며, 존 포드의 《분노의 포도》(1940)와 토비 후퍼의 《텍사스 전기톱 학살》(1974)에서도 영향을 받았다.
1988년 VHS로 출시되었으며 DVD와 블루레이로도 출시되었다. 영화, 그래픽 노블 등을 아우르는 다매체 프랜차이즈가 형성되었으며, 영화 시리즈의 차기작 세 편에도 크레이븐이 참여하였다.
1985년 크레이븐이 연출한 속편 《공포의 휴가길 2》가 공개되었으며, 2006년 알렉상드르 아자가 감독하고 크레이븐이 제작한 리메이크작 《힐즈 아이즈》가 개봉하였다.

## 출연진
- 마틴 스피어
- 수전 러니어
- 로버트 휴스턴
- 브렌다 매리노프
- 버지니아 빈센트
- 디 월리스
- 러스 그리브
- 코디 클라크
- 제이너스 블라이스
- 마이클 베리먼
- 제임스 휘트워스
- 랜스 고든
- 피터 로크
- 존 스테드먼

## 기타 제작진
- 의상: 조앤 재피